# Werner Buchwalder
Werner Buchwalder (* 5. Juli 1914 in Kleinlützel; † 5. Mai 1987 in Dornach SO) war ein Schweizer Radrennfahrer.

## Sportliche Laufbahn
Buchwalder war Strassenradsportler. Als Amateur gewann er 1934 die Meisterschaft von Zürich in dieser Klasse. 1935 wurde er Unabhängiger und gewann eine Etappe in der Tour de Suisse. Bei den Strassenradsport-Weltmeisterschaften der Amateure kam er beim Sieg von Ivo Mancini auf den vierten Platz. 1936 siegte er im Profirennen der Meisterschaft von Zürich vor Jean Wauters. In der Nordwestschweizer Rundfahrt wurde er hinter Theo Heimann Zweiter. 1937 war er in der Tour du Lac Léman vor seinem Bruder Edgar Buchwalder erfolgreich. Er wurde in jener Saison Dritter der nationalen Meisterschaft im Strassenrennen (wie auch 1940) und in der Meisterschaft von Zürich.
1938 trat er zu den Berufsfahrern über und wurde Mitglied im Radsportteam Olimpia. 1939 kam er in der Meisterschaft von Zürich auf den zweiten Rang. 1941 war er erneut auf einer Etappe der Tour de Suisse siegreich. In der Gesamtwertung wurde er hinter Josef Wagner Zweiter. 1946 wurde er Vize-Meister im Strassenrennen.
In der Tour de Suisse erreichte Buchwalder folgende Platzierungen: 1935 8., 1937 6., 1938 4., 1941 2., 1942 13., 1946 16., 1947 24. 1939 schied er aus. 1937 schied Buchwalder im Giro d’Italia aus.